# 五十公野公園
五十公野公園（日语：／）位於日本新潟新發田市，園內有網球場、棒球場等運動設施。
園內風景優美，可欣賞周邊加治川的清流、以及新發田市市中心。
約有300個品種60萬枝的水菖蒲在6月中旬到７月上旬於園內爭相齊放。